# Mario Gómez
Pour les articles homonymes, voir Gomez.
Mario Gómez García, né le 10 juillet 1985 à Riedlingen en Bade-Wurtemberg, d'un père espagnol et d'une mère allemande, est un footballeur international allemand qui évolue au poste d'attaquant entre 2003 et 2020.
Ce buteur prolifique s'est révélé lors de la saison 2006-2007 sous les couleurs du VfB Stuttgart. En club, il a remporté trois titres de champion d'Allemagne, deux Coupes d'Allemagne ainsi que la Ligue des champions remportée avec le Bayern Munich en 2013. 
International allemand, il a été avec sa sélection, finaliste de l'Euro 2008, troisième de la Coupe du monde en 2010 mais également demi-finaliste lors de l'Euro 2012 et de l'Euro 2016.

## Biographie

### Carrière professionnelle

#### VfB Stuttgart
Mario Gómez rejoint le VfB Stuttgart en 2001. Il fait ses débuts dans l'équipe réserve de Stuttgart qui dispute le championnat allemand de division régionale sud en 2003. Il se distingue rapidement par ses qualités de buteur : il inscrit 6 buts en 19 matchs lors de sa première saison, puis 15 en 24 matchs lors de la suivante. Ses performances lui valent de jouer quelques matchs avec l'équipe première en Bundesliga. Il entre même en jeu lors d'un match de Coupe UEFA contre le SC Heerenveen en novembre 2004.
Intégré à l'équipe première pour la saison 2005-2006, Mario Gómez marque son premier but en Bundesliga  contre le FSV Mainz. Il termine la saison avec 6 buts.
Lors de la saison 2006-2007, il marque 14 buts et s'affirme comme l'un des meilleurs joueurs de la saison. Il est même nommé « footballeur allemand de l'année 2007 ». L'année suivante, il confirme son statut en marquant à 19 reprises, finissant deuxième meilleur buteur du championnat allemand derrière Luca Toni. Le 8 mars 2008, il inscrit même un triplé lors d'un match de championnat face au Werder Brême (match remporté 6-3 par Stuttgart). Ces performances lui valent dès lors d'être courtisé par les plus grands clubs européens tels que Manchester United
Malgré sa contre-performance à l'Euro 2008, Gómez continue à engranger des buts en Bundesliga lors de la saison 2008-2009. Le 9 mai 2009, il réalise un quadruplé contre Wolfsburg lors de la 31e journée de Bundesliga (victoire 4 à 1) et termine la saison avec 24 buts inscrits en 32 matchs (3e meilleur buteur de la Bundesliga). Le VfB Stuttgart atteint la troisième place du classement.

#### Bayern Munich

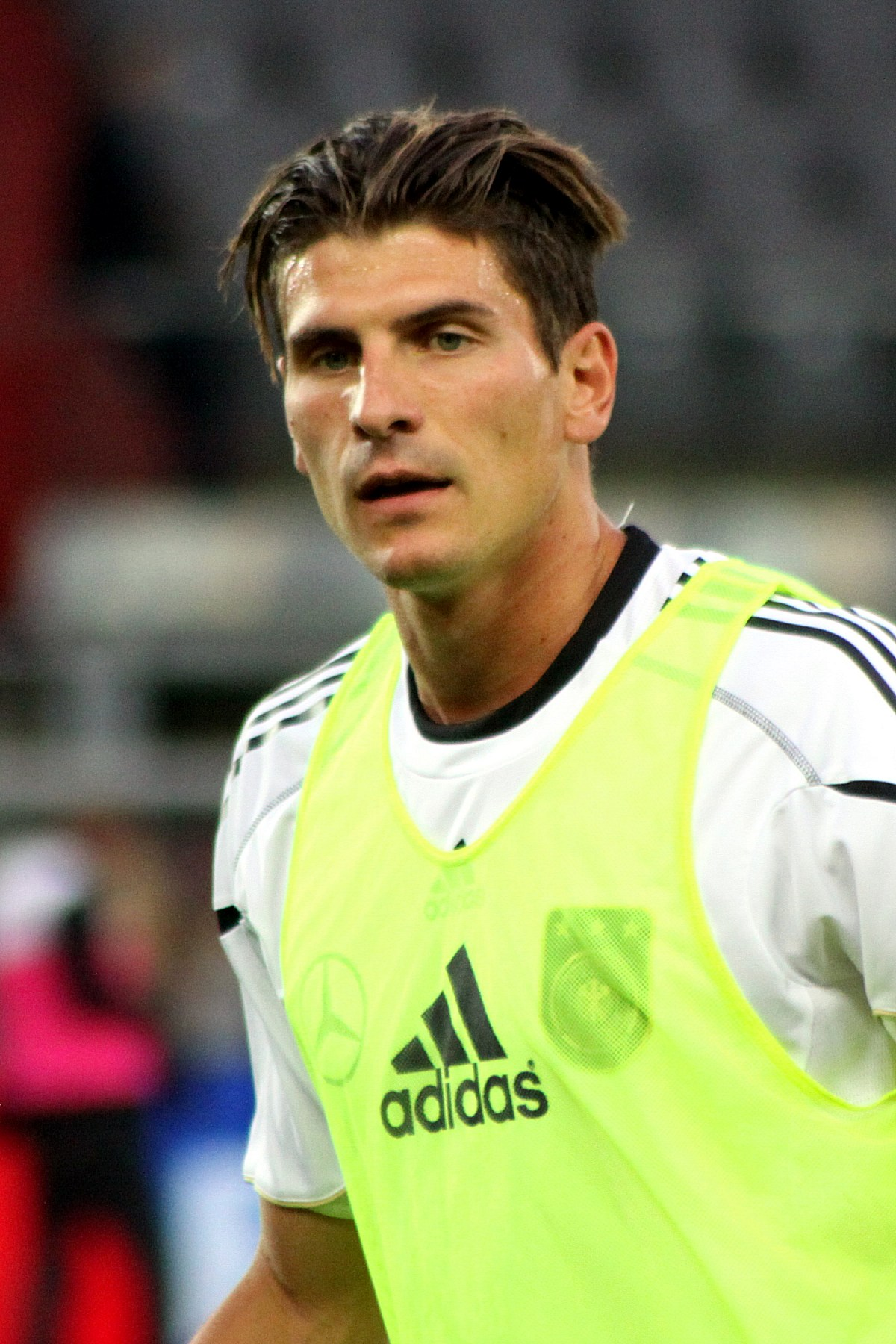

Le 26 mai 2009, il est transféré au Bayern Munich pour la somme record en Bundesliga de 30 millions d'euros.
Le 24 juillet 2009, il inscrit son premier but sous ses nouvelles couleurs en match amical face au FC Cologne (victoire du Bayern Munich 2-0). Mais cette première saison au Bayern Munich n'est guère satisfaisante en regard de l'investissement financier du club. Mario Gómez peine à s'imposer comme titulaire et devient progressivement un second choix derrière le duo Ivica Olić et Thomas Müller. Néanmoins, avec le club bavarois, l'attaquant allemand remporte pour la seconde fois le Championnat d'Allemagne et participe à la finale perdue de Ligue des champions contre l'Inter Milan.
Gómez revient peu à peu en grâce au Bayern Munich lors de la saison 2010-2011, s'illustrant notamment par un triplé (son premier sous les couleurs bavaroises) en Bundesliga contre Hanovre à l'Allianz Arena et un autre, en Ligue des Champions contre Cluj. Avec 15 buts inscrits en 18 matchs fin novembre 2010, il s'impose comme le meilleur réalisateur de son équipe.
Lors de la cinquième journée de Bundesliga, il signe son premier quadruplé lors de la victoire 7-0 contre SC Fribourg.
Au printemps 2011, Mario connaît un passage à vide et marque moins. Il se reprend néanmoins au meilleur moment en signant un hat-trick lors du match décisif dans la course à la C1 contre le Bayer Leverkusen, alors second au classement de la Bundesliga.
Il termine la saison 2010-2011 meilleur buteur de la Bundesliga avec 28 buts en 32 matchs et a dépassé les 100 buts en championnat, à seulement 25 ans, devenant ainsi le plus jeune joueur à avoir réalisé cette performance.
Lors du début de saison 2011/2012 il continue à marquer régulièrement et souvent. Ainsi il signe un nouveau hat-trick contre Kaiserslautern et il marque quatre buts lors d'un match contre Fribourg. Lors des matchs de poule de la Ligue des Champions, il réussit un nouveau hat-trick contre Naples. Il est le premier joueur allemand à réaliser une telle performance en C1. Lors du 8e de finale retour de la compétition, il inscrit un quadruplé et offre la qualification à son équipe pour les quarts après avoir balayé le FC Bâle 7-0.
Le 4 avril 2012, Mario Gomez annonce avoir prolongé son contrat avec le Bayern Munich jusqu'en 2016.
Le 16 avril 2012, il marque le 2e but du Bayern contre le Real Madrid à la 90e minute du match aller des demi-finales de la Ligue des champions ce qui permet aux Bavarois de l'emporter 2-1. Néanmoins, en finale de la Ligue des champions contre le Chelsea FC, comme deux ans auparavant contre l'Inter Milan, il est muet et voit son équipe s'incliner aux tirs au but.
Opéré de la cheville gauche au mois d'août 2012, il est écarté des terrains jusqu'en décembre et manque la première partie de la saison. Durant sa convalescence, c'est le croate Mario Mandžukić qui le remplace. Les performances du Croate font qu'il devient un premier choix pour l'entraîneur Jupp Heynckes et Mario Gomez doit partager son temps de jeu avec Mandzukic.
Le 25 mai 2013, Gomez remporte la Ligue des Champions avec le Bayern Munich contre le Borussia Dortmund (2-1) mais il n'est pas titulaire en finale, n'entrant qu'à la 90e minute alors que le match est plié. Quelques jours plus tard, Mario Gomez est néanmoins titularisé lors de la finale de la Coupe d'Allemagne contre le VfB Stuttgart. Il inscrit un doublé qui donne la victoire à son équipe (3-2). Ce seront ses derniers buts pour le Bayern Munich. L'entraîneur espagnol Josep Guardiola qui prend la succession de Jupp Heynckes lui fait comprendre qu'il ne compte pas sur lui lors de la saison suivante.

#### ACF Fiorentina

##### Perte d'efficacité en Italie (2013-2015)
Le 8 juillet 2013, Mario Gomez signe un contrat de 4 ans avec la Fiorentina. Le montant du transfert est estimé à 20 millions d'euros. Il gardera son fameux numéro "33".
Gomez marque son premier doublé avec la Viola dans leur victoire 5-2 le 1er septembre 2013. Dans le match suivant face au Cagliari (1-1), Gomez se blesse et il est écarté des terrains de long mois. Il effectue son retour face à l'Inter Milan le 15 février 2014.
Le 13 mars 2014, Mario marque son premier but européen pour la Fiorentina lors du match nul (1-1) face à la Juventus Turin lors du premier tour des éliminatoires de la Ligue Europa. Trois jours après, il marque son premier but au stade de la Fiorentina, le Stadio Artemio Franchi, lors de la victoire de son équipe (3-1) face au Chievo Verona. Mais le 23 mars 2014, Gomez se blesse de nouveau, cette fois aux ligaments de son genou gauche lors de la victoire de la Fiorentina (1-0) face au Napoli et il est écarté de l'équipe jusqu'à la fin de la saison.
Mario Gomez fait son retour sur le terrain lors d'un match amical, auquel il est nommé capitaine de la Viola pour la première fois, le 16 août 2014 face au Real Madrid et inscrit un but dans leur victoire (2-1).
Lors de la saison 2014-2015, il inscrit un doublé lors de son premier match en Coppa Italia face à Atalanta. 13 jours après ce match, il inscrit à nouveau un doublé en Coppa Italia face à l'AS Roma qui permet à son équipe de se qualifier pour les demi finales. Le 25 janvier 2015, il ouvre le score lors d'un match à domicile contre l'AS Roma, permettant à son équipe de prendre un point.
Le 26 février 2015, Mario Gomez marque le premier but lors de la victoire (2-0) de la Viola à domicile face à Tottenham lors du second tour pour la qualification pour la Ligue Europa.

#### Prêt au Besiktas

##### Renaissance d'un buteur (2015-2016)
Mario Gomez a été prêté par la Fiorentina pour 2 saisons. Il joue son premier match sous les couleurs de sa nouvelle équipe face au Mersin Ïdmanyurdu, où il rentre à la 74e minute mais il ne marque pas de but (victoire 5-2). Il ne marque pas lors de ces 3 premiers matchs puis trouve enfin le chemin des filets en marquant un doublé lors de la victoire du Besiktas (2-0) face à Istanbul BB.
Gomez réalise un autre doublé, cette fois-ci face au Fenerbahçe SK pour une victoire (3-2). Par la suite, il continue à marquer but après but et atteint le total de 26 buts en championnat.
Le 20 juillet 2016, il déclare quitter le club en raison de la tentative de putsch en Turquie ayant eu lieu cinq jours auparavant et de ses conséquences sur le contexte politique national.

#### VfL Wolfsburg
À la fin de l'été 2016, Gómez annonce vouloir quitter la Turquie en raison de l'instabilité politique qui touche le pays. De ce fait, le 17 août 2016, il retourne en Bundesliga en signant au VfL Wolfsburg pour trois ans et contre 7 millions d'euros.

#### Retour au VfB Stuttgart et fin de carrière
Le 22 décembre 2017, Mario Gómez rejoint le VfB Stuttgart avant l'ouverture du mercato hivernal.
Le 28 juin 2020, à l'occasion de la dernière journée de la 2.Bundesliga, il joue le dernier match de sa carrière face à Darmstadt.

### En sélection

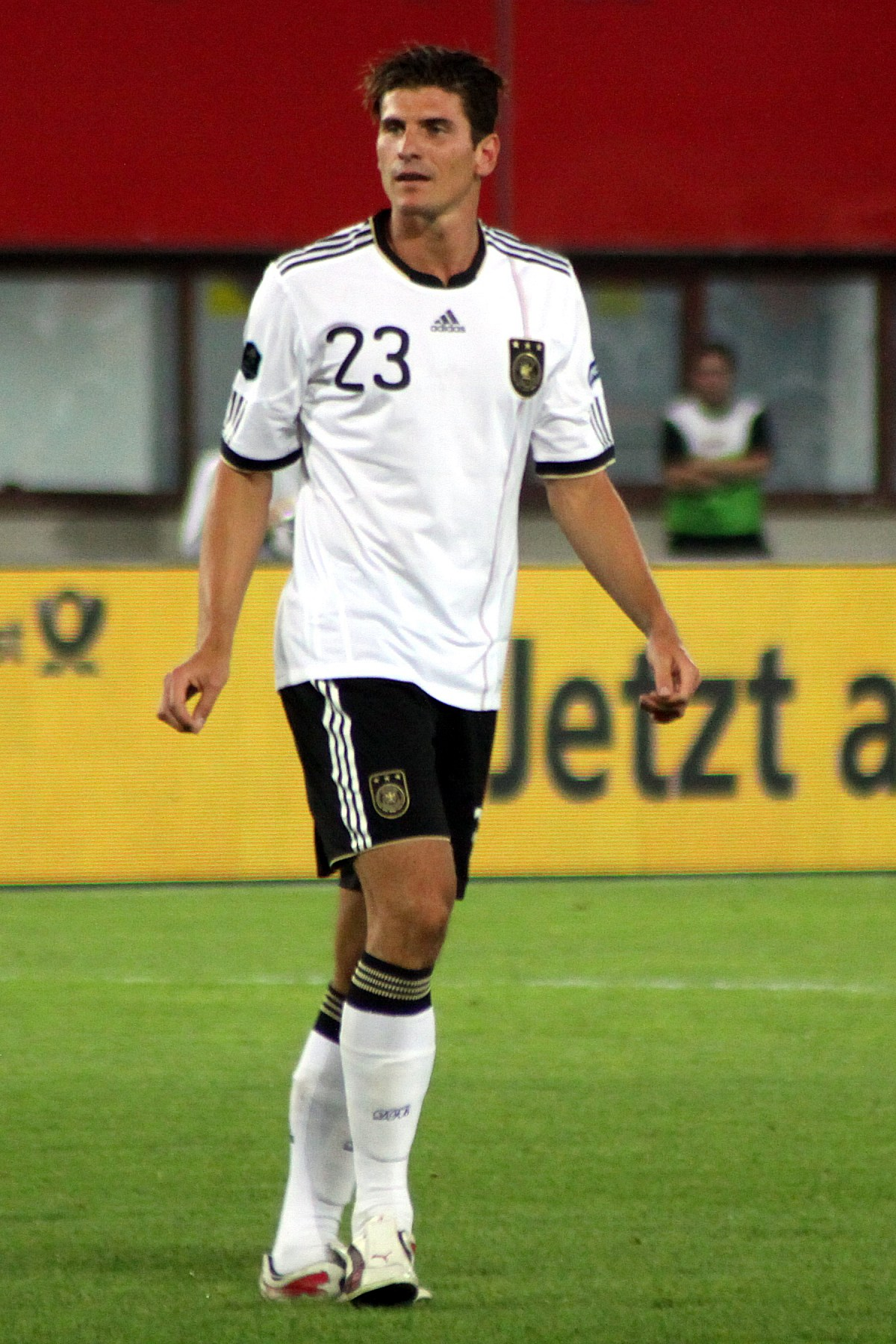
Gómez jouant pour Allemagne en 2011

Gómez possède la double nationalité allemande et espagnole, mais il a joué pour toutes les équipes nationales jeunes d'Allemagne dès l'âge de 14 ans. Il a fait ses débuts avec l'équipe senior d'Allemagne contre Suisse le 7 février 2007 à Düsseldorf. L'Allemagne a remporté le match 3-1, Gómez marquant le deuxième but allemand. Gómez a obtenu sa seconde sélection avec l'Allemagne en remplaçant Kevin Kurányi lors d'une qualif. pour l'Euro 2008 contre Saint-Marin. Il a marqué deux fois et le match s'est terminé sur une victoire 6-0.

#### Euro 2008
Après que Gómez a impressionné lors des matches amicaux avant le tournoi, le sélectionneur allemand Joachim Löw l'a appelé dans le groupe allemand pour l'Euro 2008. Löw a mis fin au duo d'attaquants composé de Lukas Podolski et Miroslav Klose, avec Podolski déplacé sur l'aile gauche aux dépens du milieu de terrain emblématique Bastian Schweinsteiger et Gómez formant un duo avec Klose en attaque. Malheureusement, Gómez n'a pas réussi à reproduire sa forme en club et a raté plusieurs occasions, dont une lors du dernier match de groupe contre Autriche, une performance pour laquelle il a été critiqué par les médias allemands et de nombreux supporters de l'équipe nationale. L'Allemagne a finalement gagné grâce à un coup franc de Michael Ballack, assurant une place en phases éliminatoires, mais Löw a relégué Gómez sur le banc et est revenu au duo Podolski-Klose. Gómez n'a pas joué lors des quarts et des demies et est entré en jeu lors de la finale de l'Euro 2008 en remplacement de Klose, mais n'a pu empêcher l'Allemagne de perdre 1-0 face à Espagne le 29 juin.
Coupe du Monde de la FIFA 2010
Lors d'un match amical contre l'Émirats arabes unis joué le 2 juin 2009, Gómez a marqué quatre buts lors de la victoire 7-2 de l'Allemagne, mettant fin à sa série de 15 matchs sans but pour l'équipe nationale.
Gómez a été nommé parmi les six attaquants de la sélection de 23 joueurs de Joachim Löw pour la Coupe du Monde de la FIFA 2010 en Afrique du Sud. Il a participé à quatre des sept matchs allemands lors de la Coupe du Monde, tous comme remplaçant ; il a joué contre l'Australie, remplaçant Mesut Özil à la 73e minute ; la Serbie, remplaçant le défenseur gauche Holger Badstuber à la 77e minute ; l'Angleterre, remplaçant Miroslav Klose à la 72e minute ; et l'Espagne, remplaçant le milieu défensif Sami Khedira à la 80e minute. Cependant, Gómez n'a, une fois de plus, pas marqué lors d'un grand tournoi.

#### Euro UEFA 2012

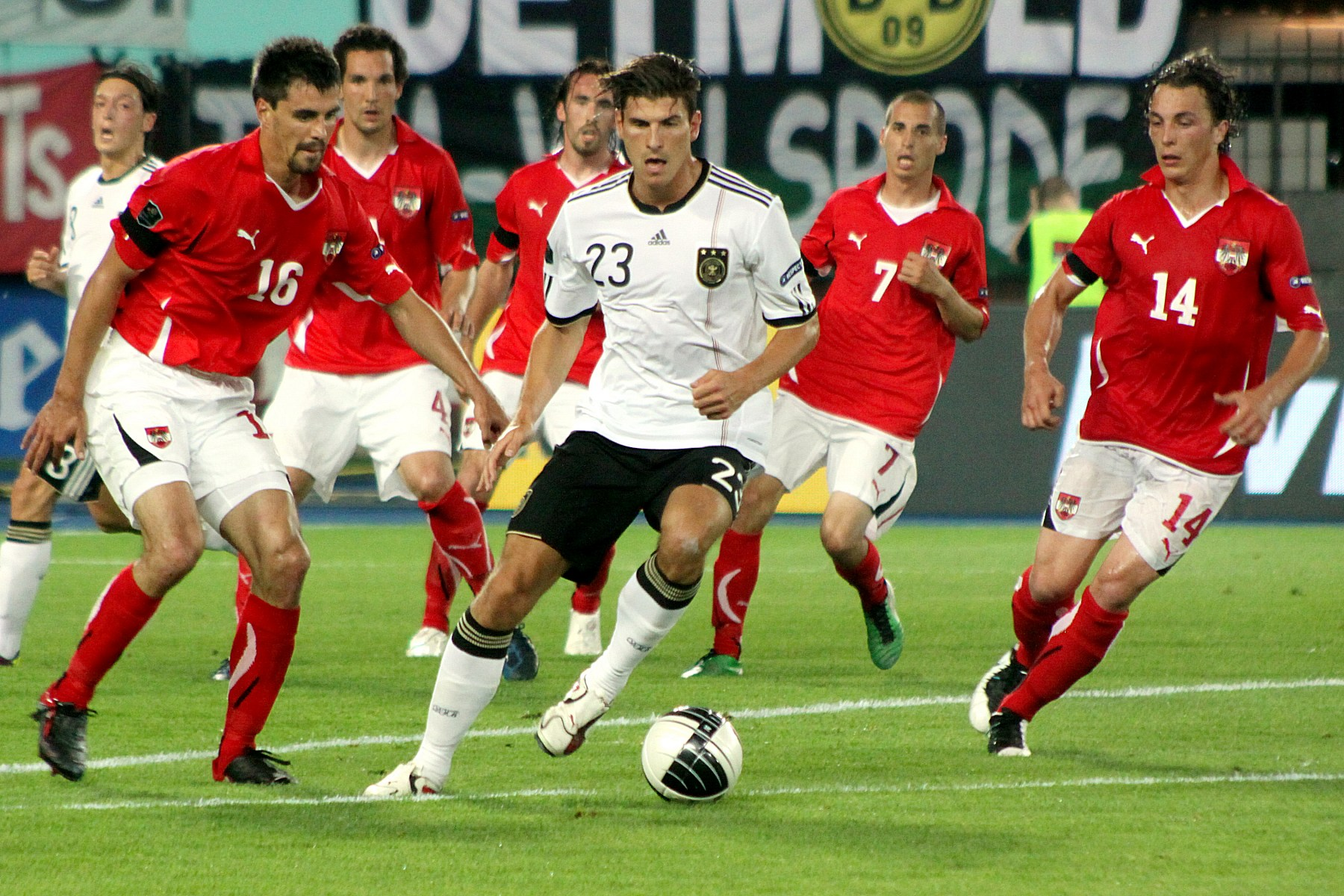
Gómez face à l'Autriche lors d'un match de qualification pour l'Euro 2012

Bien qu'il ait été la doublure de Miroslav Klose au poste d'avant-centre pendant les qualifications de l'Allemagne pour l'Euro 2012, Gómez a joué régulièrement et a marqué contre chaque adversaire de cette campagne : Kazakhstan, Autriche, Azerbaïdjan, Turquie et Belgique. Cela inclut deux buts contre l'Autriche lors de la victoire 2-1 de l'Allemagne au Ernst-Happel-Stadion, marquant dans le même but où il n'avait pas réussi à marquer quatre ans plus tôt lors de l'Euro 2008. Dans un geste de soulagement, il a embrassé le poteau du but après avoir marqué le premier but.
Avant l'Euro 2012, Gómez a été capitaine de l'Allemagne pour la première fois lors d'un match nul 3-3 contre l'Ukraine lors du premier match au Stade Olympique rénové de Kiev. C'était sa 50e sélection internationale et, à 26 ans, il était le joueur le plus âgé de l'Allemagne dans le onze de départ.
Gómez a marqué le seul but contre le Portugal lors de leur premier match de groupe à l'Euro 2012, assurant une victoire 1-0 pour l'Allemagne. Il a ensuite marqué un doublé contre les Pays-Bas lors du deuxième match du groupe B de l'Allemagne, faisant ainsi trois buts en deux matchs. Gómez a terminé comme le deuxième meilleur buteur du tournoi, derrière l'Espagnol Fernando Torres. Tous deux avaient trois buts et une passe décisive ; cependant, Torres est devenu le meilleur buteur du tournoi car il avait joué moins de minutes que Gómez.
Coupe du Monde FIFA 2014
Après avoir manqué la majeure partie de la saison 2013-2014 en raison d'une blessure au genou, Gómez n'a pas été inclus dans l'équipe de Joachim Löw pour la Coupe du Monde 2014.

#### UEFA Euro 2016
Gómez a été exclu de l'équipe nationale pour les rencontres du Groupe D de qualification de l'UEFA Euro 2016 contre l'Irlande et la Géorgie. Sa performance lors de la première moitié de la Süper Lig 2015-2016 a conduit à son rappel dans l'équipe nationale pour la première fois depuis le match amical international contre l'Argentine le 4 septembre 2014. Il a été inclus dans l'équipe allemande pour les matchs amicaux contre la France et les Pays-Bas en novembre 2015. Gómez a marqué son premier but international en quatre ans lors d'une défaite 2-3 contre l'Angleterre à Berlin le 26 mars 2016.
Le 21 juin 2016, Gómez a été sélectionné pour débuter lors du dernier match de groupe de l'Allemagne au Euro 2016 contre l'Irlande du Nord. Il a marqué le seul but à la 30e minute. Le 26 juin 2016, Gómez a marqué à la 43e minute lors de la victoire 3-0 de l'Allemagne contre la Slovaquie en Huitième de finale, devenant ainsi le meilleur buteur de l'Allemagne au Championnat Européen avec cinq buts.

#### Coupe du Monde FIFA 2018

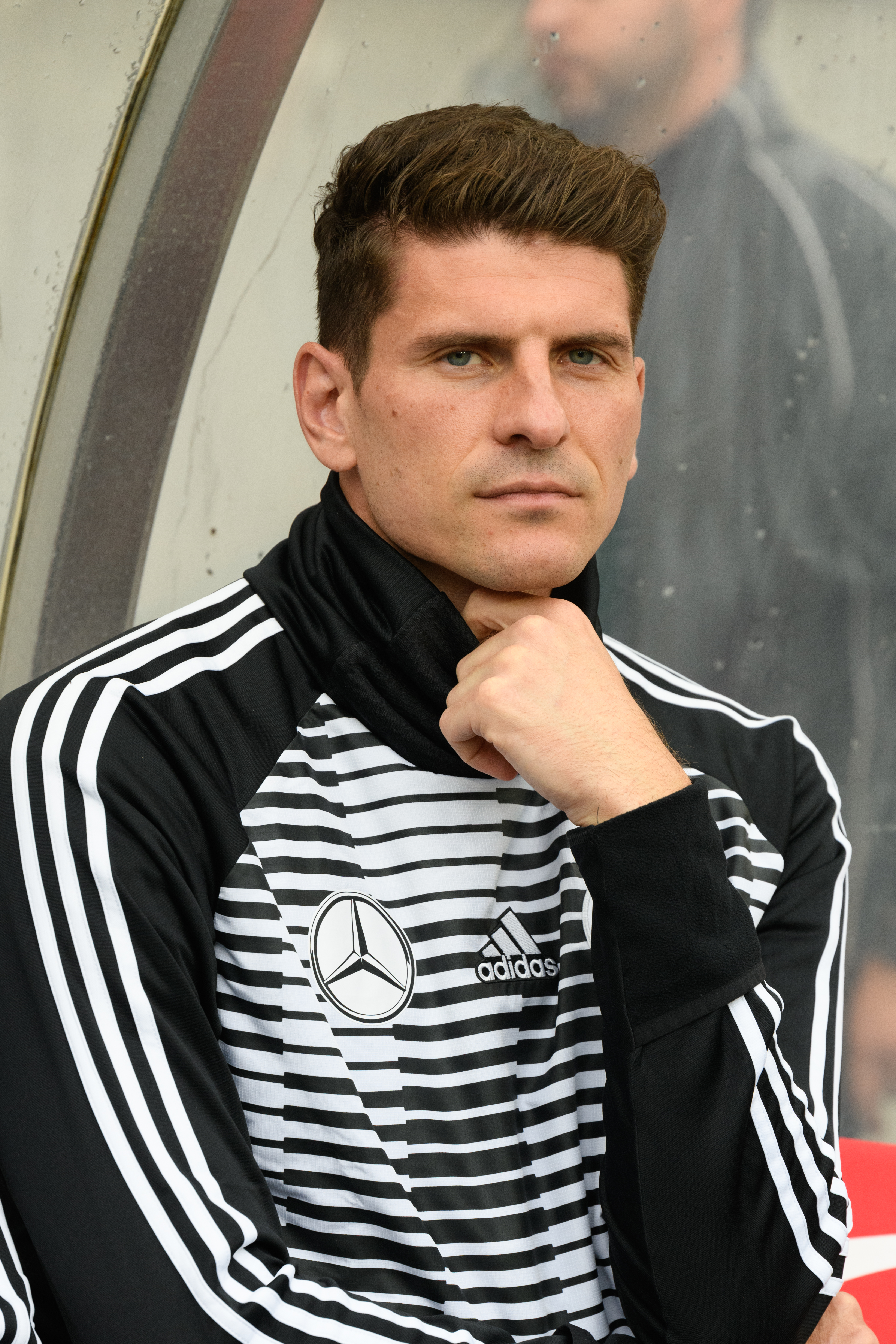
Gómez avec l'Allemagne en 2018

Le 4 juin 2018, Gómez a été sélectionné dans le groupe de 23 joueurs de Joachim Löw pour la Coupe du Monde FIFA 2018. Il a fait une apparition lors du match d'ouverture de l'Allemagne contre le Mexique, remplaçant Marvin Plattenhardt à la 79e minute, mais le match s'est terminé par une défaite 1-0 pour l'Allemagne. Le 24 juin, Gómez a fourni une passe décisive pour le but égalisateur de Marco Reus dès sa première touche de balle lors du deuxième match de groupe de l'Allemagne contre la Suède. Le match s'est terminé par une victoire 2-1. Le 5 août, il a annoncé sa retraite du football international.

## Palmarès

### En club
| VfB Stuttgart - Championnat d'Allemagne (1) : - Champion : 2007. - Coupe d'Allemagne : - Finaliste : 2007. - Coupe de la ligue : - Finaliste : 2005. | Bayern Munich - Championnat d'Allemagne (2) : - Champion : 2010, 2013. - Coupe d'Allemagne (2) : - Vainqueur : 2010 et 2013 - Finaliste : 2012 - Supercoupe d'Allemagne (2) : - Vainqueur : 2010, 2012 - Ligue des champions de l'UEFA (1) : - Vainqueur : 2013. - Finaliste : 2010 et 2012. | ACF Fiorentina - Coupe d'Italie : - Finaliste : 2014 | Besiktas JK - Championnat de Turquie (1) : - Champion : 2016 |

### Distinctions personnelles
- Élu Footballeur allemand de l'année en 2007
- Meilleur buteur du Championnat d'Allemagne en 2011 (28 buts)
- Meilleur buteur du Championnat de Turquie en 2016 (26 buts)
- Meilleur buteur de la Coupe d'Allemagne en 2008 (6 buts) et 2013 (6 buts)
- Meilleur buteur de la Coupe d'Italie en 2015 (4 buts)

## Statistiques

### Statistiques détaillées
| Saison                | Club                  | Championnat           | Championnat | Championnat | Championnat | Coupe nationale | Coupe nationale | Coupe nationale | Coupe de la Ligue | Coupe de la Ligue | Coupe de la Ligue | Supercoupe | Supercoupe | Supercoupe | Compétition(s) continentale(s) | Compétition(s) continentale(s) | Compétition(s) continentale(s) | Compétition(s) continentale(s) | Barrages | Barrages | Barrages | Allemagne | Allemagne | Allemagne | Total | Total | Total |
| Saison                | Club                  | Division              | M.          | B.          | P.d.        | M.              | B.              | P.d.            | M.                | B.                | P.d.              | M.         | B.         | P.d.       | Comp.                          | M.                             | B.                             | P.d.                           | M.       | B.       | P.d.     | M.        | B.        | P.d.      | M.    | B.    | P.d.  |
| 2003-2004             | VfB Stuttgart         | Bundesliga            | 1           | 0           | 0           | -               | -               | -               | -                 | -                 | -                 | -          | -          | -          | C1                             | 1                              | 0                              | 0                              | -        | -        | -        | -         | -         | -         | 2     | 0     | 0     |
| 2004-2005             | VfB Stuttgart         | Bundesliga            | 8           | 0           | 0           | 1               | 0               | 0               | -                 | -                 | -                 | -          | -          | -          | C3                             | 1                              | 0                              | 0                              | -        | -        | -        | -         | -         | -         | 10    | 0     | 0     |
| 2005-2006             | VfB Stuttgart         | Bundesliga            | 30          | 6           | 2           | -               | -               | -               | 3                 | 0                 | 0                 | -          | -          | -          | C3                             | 5                              | 2                              | 1                              | -        | -        | -        | -         | -         | -         | 38    | 8     | 3     |
| 2006-2007             | VfB Stuttgart         | Bundesliga            | 25          | 14          | 5           | 5               | 2               | 1               | -                 | -                 | -                 | -          | -          | -          | -                              | -                              | -                              | -                              | -        | -        | -        | 3         | 3         | 0         | 33    | 19    | 6     |
| 2007-2008             | VfB Stuttgart         | Bundesliga            | 25          | 19          | 3           | 3               | 6               | 0               | -                 | -                 | -                 | -          | -          | -          | C1                             | 4                              | 3                              | 0                              | -        | -        | -        | 11        | 3         | 1         | 43    | 31    | 4     |
| 2008-2009             | VfB Stuttgart         | Bundesliga            | 32          | 24          | 5           | 2               | 3               | 1               | -                 | -                 | -                 | -          | -          | -          | C3                             | 10                             | 8                              | 2                              | -        | -        | -        | 11        | 4         | 2         | 55    | 39    | 10    |
| Sous-total            | Sous-total            | Sous-total            | 121         | 63          | 15          | 11              | 11              | 2               | 3                 | 0                 | 0                 | -          | -          | -          | -                              | 21                             | 13                             | 3                              | -        | -        | -        | 25        | 10        | 3         | 181   | 97    | 23    |
| 2009-2010             | Bayern Munich         | Bundesliga            | 29          | 10          | 2           | 4               | 3               | 1               | -                 | -                 | -                 | -          | -          | -          | C1                             | 12                             | 1                              | 1                              | -        | -        | -        | 13        | 2         | 1         | 58    | 16    | 5     |
| 2010-2011             | Bayern Munich         | Bundesliga            | 32          | 28          | 2           | 5               | 3               | 1               | -                 | -                 | -                 | -          | -          | -          | C1                             | 8                              | 8                              | 1                              | -        | -        | -        | 8         | 7         | 1         | 53    | 46    | 5     |
| 2011-2012             | Bayern Munich         | Bundesliga            | 33          | 26          | 3           | 5               | 2               | 1               | -                 | -                 | -                 | -          | -          | -          | C1                             | 14                             | 13                             | 0                              | -        | -        | -        | 11        | 6         | 2         | 63    | 47    | 6     |
| 2012-2013             | Bayern Munich         | Bundesliga            | 21          | 11          | 1           | 4               | 6               | 0               | -                 | -                 | -                 | -          | -          | -          | C1                             | 7                              | 2                              | 2                              | -        | -        | -        | 1         | 0         | 0         | 33    | 19    | 3     |
| Sous-total            | Sous-total            | Sous-total            | 115         | 75          | 8           | 18              | 14              | 3               | -                 | -                 | -                 | -          | -          | -          | -                              | 41                             | 24                             | 4                              | -        | -        | -        | 33        | 15        | 4         | 207   | 128   | 19    |
| 2013-2014             | ACF Fiorentina        | Serie A               | 9           | 3           | 1           | -               | -               | -               | -                 | -                 | -                 | -          | -          | -          | C3                             | 6                              | 1                              | 0                              | -        | -        | -        | 1         | 0         | 0         | 16    | 4     | 1     |
| 2014-2015             | ACF Fiorentina        | Serie A               | 20          | 4           | 2           | 4               | 4               | 1               | -                 | -                 | -                 | -          | -          | -          | C3                             | 8                              | 2                              | 0                              | -        | -        | -        | 1         | 0         | 0         | 33    | 10    | 3     |
| Sous-total            | Sous-total            | Sous-total            | 29          | 7           | 3           | 4               | 4               | 1               | -                 | -                 | -                 | -          | -          | -          | -                              | 14                             | 3                              | 0                              | -        | -        | -        | 2         | 0         | 0         | 49    | 14    | 4     |
| 2015-2016             | Beşiktaş (prêt)       | D1                    | 33          | 26          | 5           | 3               | 0               | 0               | -                 | -                 | -                 | -          | -          | -          | C3                             | 5                              | 2                              | 0                              | -        | -        | -        | 8         | 4         | 1         | 49    | 32    | 6     |
| Sous-total            | Sous-total            | Sous-total            | 33          | 26          | 5           | 3               | 0               | 0               | -                 | -                 | -                 | -          | -          | -          | -                              | 5                              | 2                              | 0                              | -        | -        | -        | 8         | 4         | 1         | 49    | 32    | 6     |
| 2016-2017             | VfL Wolfsburg         | Bundesliga            | 33          | 16          | 1           | 2               | 2               | 0               | -                 | -                 | -                 | -          | -          | -          | -                              | -                              | -                              | -                              | 2        | 1        | 0        | 2         | 1         | 0         | 39    | 20    | 1     |
| 2017-2018             | VfL Wolfsburg         | Bundesliga            | 12          | 1           | 2           | 3               | 0               | 0               | -                 | -                 | -                 | -          | -          | -          | -                              | -                              | -                              | -                              | -        | -        | -        | 1         | 1         | 0         | 16    | 2     | 2     |
| Sous-total            | Sous-total            | Sous-total            | 45          | 17          | 3           | 5               | 1               | 0               | -                 | -                 | -                 | -          | -          | -          | -                              | -                              | -                              | -                              | 2        | 1        | 0        | 3         | 2         | 0         | 55    | 21    | 3     |
| 2017-2018             | VfB Stuttgart         | Bundesliga            | 16          | 8           | 1           | -               | -               | -               | -                 | -                 | -                 | -          | -          | -          | -                              | -                              | -                              | -                              | -        | -        | -        | 7         | 0         | 1         | 23    | 8     | 2     |
| 2018-2019             | VfB Stuttgart         | Bundesliga            | 31          | 7           | 2           | 1               | 0               | 0               | -                 | -                 | -                 | -          | -          | -          | -                              | -                              | -                              | -                              | 2        | 1        | 0        | -         | -         | -         | 34    | 8     | 2     |
| 2019-2020             | VfB Stuttgart         | 2. Bundesliga         | 23          | 7           | 1           | 1               | 0               | 0               | -                 | -                 | -                 | -          | -          | -          | -                              | -                              | -                              | -                              | -        | -        | -        | -         | -         | -         | 24    | 7     | 1     |
| Sous-total            | Sous-total            | Sous-total            | 70          | 22          | 4           | 2               | 0               | 0               | -                 | -                 | -                 | -          | -          | -          | -                              | -                              | -                              | -                              | 2        | 1        | 0        | 7         | 0         | 1         | 81    | 23    | 5     |
| Total sur la carrière | Total sur la carrière | Total sur la carrière | 413         | 210         | 38          | 43              | 30              | 6               | 3                 | 0                 | 0                 | -          | -          | -          | -                              | 81                             | 42                             | 7                              | 4        | 2        | 0        | 78        | 31        | 9         | 622   | 315   | 60    |

### Buts internationaux
| Buts en sélections de Mario Gómez | Buts en sélections de Mario Gómez | Buts en sélections de Mario Gómez         | Buts en sélections de Mario Gómez | Buts en sélections de Mario Gómez | Buts en sélections de Mario Gómez | Buts en sélections de Mario Gómez |
| #                                 | Date                              | Lieu                                      | Adversaire                        | Score                             | Résultats                         | Compétitions                      |
| --------------------------------- | --------------------------------- | ----------------------------------------- | --------------------------------- | --------------------------------- | --------------------------------- | --------------------------------- |
| 1                                 | 7 février 2007                    | LTU Arena, Düsseldorf                     | Suisse                            | 2-0                               | 3-1                               | Match amical                      |
| 2                                 | 2 juin 2007                       | Frankenstadion, Nuremberg                 | Saint-Marin                       | 4-0                               | 6-0                               | Éliminatoires Euro 2008           |
| 3                                 | 2 juin 2007                       | Frankenstadion, Nuremberg                 | Saint-Marin                       | 5-0                               | 6-0                               | Éliminatoires Euro 2008           |
| 4                                 | 6 février 2008                    | Ernst-Happel-Stadion, Vienne              | Autriche                          | 3-0                               | 3-0                               | Match amical                      |
| 5                                 | 26 mars 2008                      | St. Jakob-Park, Bâle                      | Suisse                            | 2-0                               | 4-0                               | Match amical                      |
| 6                                 | 26 mars 2008                      | St. Jakob-Park, Bâle                      | Suisse                            | 3-0                               | 4-0                               | Match amical                      |
| 7                                 | 2 juin 2009                       | Stade Sheikh Zayed, Abou Dabi             | Émirats arabes unis               | 2-0                               | 7-2                               | Match amical                      |
| 8                                 | 2 juin 2009                       | Stade Sheikh Zayed, Abou Dabi             | Émirats arabes unis               | 4-0                               | 7-2                               | Match amical                      |
| 9                                 | 2 juin 2009                       | Stade Sheikh Zayed, Abou Dabi             | Émirats arabes unis               | 5-0                               | 7-2                               | Match amical                      |
| 10                                | 2 juin 2009                       | Stade Sheikh Zayed, Abou Dabi             | Émirats arabes unis               | 7-2                               | 7-2                               | Match amical                      |
| 11                                | 5 septembre 2009                  | BayArena, Leverkusen                      | Afrique du Sud                    | 1-0                               | 2-0                               | Match amical                      |
| 12                                | 29 mai 2010                       | Stade Ferenc Puskás, Budapest             | Hongrie                           | 2-0                               | 3-0                               | Match amical                      |
| 13                                | 11 août 2010                      | Parken Stadium, Copenhague                | Danemark                          | 1-0                               | 2-2                               | Match amical                      |
| 14                                | 12 octobre 2010                   | Astana Arena, Astana                      | Kazakhstan                        | 2-0                               | 3-0                               | Éliminatoires Euro 2012           |
| 15                                | 29 mars 2011                      | Borussia-Park, Monchengladbach            | Australie                         | 1-0                               | 1-2                               | Match amical                      |
| 16                                | 29 mai 2011                       | Rhein-Neckar-Arena, Sinsheim              | Uruguay                           | 1-0                               | 2-1                               | Match amical                      |
| 17                                | 3 juin 2011                       | Ernst-Happel-Stadion, Vienne              | Autriche                          | 1-0                               | 2-1                               | Éliminatoires Euro 2012           |
| 18                                | 3 juin 2011                       | Ernst-Happel-Stadion, Vienne              | Autriche                          | 2-1                               | 2-1                               | Éliminatoires Euro 2012           |
| 19                                | 7 juin 2011                       | Stade Tofiq-Béhramov, Bakou               | Azerbaïdjan                       | 2-0                               | 3-1                               | Éliminatoires Euro 2012           |
| 20                                | 7 octobre 2011                    | Turk Telekom Arena, Istanbul              | Turquie                           | 1-0                               | 3-1                               | Éliminatoires Euro 2012           |
| 21                                | 11 octobre 2011                   | Esprit arena, Düsseldorf                  | Belgique                          | 3-0                               | 3-1                               | Éliminatoires Euro 2012           |
| 22                                | 31 mai 2012                       | Zentralstadion, Leipzig                   | Israël                            | 1-0                               | 2-0                               | Match amical                      |
| 23                                | 9 juin 2012                       | Arena Lviv, Lviv                          | Portugal                          | 1-0                               | 1-0                               | Euro 2012                         |
| 24                                | 13 juin 2012                      | Metalist Stadium, Kharkiv                 | Pays-Bas                          | 1-0                               | 2-1                               | Euro 2012                         |
| 25                                | 13 juin 2012                      | Metalist Stadium, Kharkiv                 | Pays-Bas                          | 2-0                               | 2-1                               | Euro 2012                         |
| 26                                | 26 mars 2016                      | Olympiastadion, Berlin                    | Angleterre                        | 2-0                               | 2-3                               | Match amical                      |
| 27                                | 29 mai 2016                       | WWK Arena, Augsbourg                      | Slovaquie                         | 1-0                               | 1-3                               | Match amical                      |
| 28                                | 21 juin 2016                      | Parc des Princes , Paris                  | Irlande du Nord                   | 1-0                               | 1-0                               | Euro 2016                         |
| 29                                | 26 juin 2016                      | Stade Pierre Mauroy , Lille               | Slovaquie                         | 2-0                               | 3-0                               | Euro 2016                         |
| 30                                | 26 mars 2017                      | Stade Tofiq-Béhramov, Bakou, Azerbaïdjan  | Azerbaïdjan                       | 3-0                               | 4-0                               | Éliminatoires Coupe du monde 2018 |
| 31                                | 4 septembre 2017                  | Mercedes-Benz Arena, Stuttgart, Allemagne | Norvège                           | 6-0                               | 6-0                               | Éliminatoires Coupe du monde 2018 |